# 泰雷戈瓦鄉
45°09′N 22°17′E / 45.150°N 22.283°E
泰雷戈瓦鄉（羅馬尼亞語：Comuna Teregova, Caraș-Severin），是羅馬尼亞的鄉份，位於該國西南部，由卡拉什-塞維林縣負責管轄，面積331平方公里，海拔高度451米，2007年人口4,238，人口密度每平方公里13人。